# Nishi-ku (Hamamatsu)
Nishi-ku (西区?) era uno dei sette quartieri amministrativi della città di Hamamatsu, in Giappone: il 1º gennaio 2024 è stato unito insieme ad altri per formare il nuovo quartiere Chūō-ku.